# Jorge Comensal
Jorge Comensal (geboren 5. September 1987 in Mexiko-Stadt) ist ein mexikanischer Schriftsteller.

## Leben
Jorge Comensal studierte spanischsprachige Literatur an der Universidad Nacional Autónoma de México. 2016 erschien sein erster Roman. Er veröffentlichte Beiträge in Zeitschriften wie Arquine, Casa del Tiempo, Este País, Letras Libres, Límulus, Tierra Adentro, Variopinto, Vice und gab 2017 einen Sammelband mit Essays heraus. Er ist Herausgeber der Revista de la Universidad de México. 

## Werke
- Las mutaciones. Antílope, 2016
  - Verwandlungen : Roman. Übersetzung Friederike von Criegern. Hamburg: Rowohlt, 2019
- Yonquis de las letras. Essays. La Huerta Grande, 2017
- Este vacío que hierve. Penguin, 2022
  - Diese brennende Leere. Übersetzung Friederike von Criegern. Hamburg: Rowohlt, 2025